# Heinz Coubier
Heinz Coubier, eigentlich Heinz Kuhbier, weiteres Pseudonym Henri Legendre (* 25. Mai 1905 in Duisburg; † 1. August 1993 in Ebenhausen bei München), war ein deutscher Theaterregisseur und Schriftsteller. Er verband das Unterhaltsame mit Sozialkritik. Seinen wahrscheinlich größten Erfolg erzielte er mit der geistreichen Komödie Aimée oder Der gesunde Menschenverstand von 1938, die bis in die Gegenwart zur Aufführung kommt. Coubier war mit der jüdischstämmigen Schriftstellerin Marianne Langewiesche verheiratet und unterlag während der Zeit des Nationalsozialismus zumindest teilweise einem Berufsverbot.

## Leben
Der Sohn eines Unternehmers hatte Kunstgeschichte und Theater- und Literaturwissenschaft in München, Berlin, Köln und Freiburg im Breisgau studiert und wirkte ab 1931 als Regisseur in Berlin. 1935 erhielt er Berufsverbot. Im selben Jahr heiratete er Marianne Langewiesche. Bis zum Kriegsende konnte er als freiberuflicher Schriftsteller tätig sein; anschließend arbeitet er wieder als Regisseur.
Ab 1957 lebte er mit seiner Frau in Ebenhausen bei München. Er schrieb viel für den Bayerischen Rundfunk, veröffentlichte aber auch weiterhin Dramen, Erzählungen und Essays, beispielsweise für die Monatszeitschrift Merkur. Für Filmvorhaben lieferte er mehrfach Vorlagen oder Drehbücher. Zudem übersetzte er aus dem Englischen, Französischen und Italienischen.
Der Komponist Hans Chemin-Petit verfasste auf der Grundlage von Coubiers „Francisquita“ das Textbuch zu seiner Oper „Die Komödiantin“, die am 17. Juni 1970 am Landestheater Coburg unter der Leitung von Hellmut Pape uraufgeführt wurde.
1975 erhielt er den Tukan-Preis der Stadt München.

## Werke
- Aimée oder Der gesunde Menschenverstand, Komödie, Leipzig 1938
- Die Schiffe brennen!, Schauspiel, Leipzig 1938
- Ivar Kreuger, Tragödie, Leipzig (Verlag Dietzmann) 1939
- Hundert Millionen Dollars, Komödie, Leipzig 1940 (UA Schauspielhaus Bremen 1940)
- Die Nacht in San Raffaele, Roman, München 1940
- Piratenkomödie, Leipzig 1941
- Mohammed, Leipzig 1945
- Francisquita oder Die Weltgeschichte, München 1946
- So leben wir, München 1946
- Ein Kommandant meutert, München 1953
- Fräulein Blaubart, Wien 1955
- Penelope oder Die Lorbeermaske, Komödie, München 1957
- Belle-Mère oder Lob der Schwiegermutter, München 1958 (unter dem Namen Henri Legendre)
- Der falsche Zar, Historischer Roman, Köln 1959[7]
- Ein Kommandant, Schauspiel, Weinheim/Bergstraße 1959
- Was tun mit diesem Cäsar, München 1983
- Europäische Stadt-Plätze: Genius und Geschichte, Köln 1985
- Gesang der Raben, Drama, ?[8]

Herausgeberschaft
- Menschen am Wasser, Berlin 1936 (herausgegeben unter dem Namen Heinz Kuhbier)
- Psalter und Harfe, Lyrik der Christenheit, Ebenhausen bei München 1955 (herausgegeben zusammen mit Marianne Langewiesche)

Übersetzungen
- Jean Giraudoux: Die Gracchen, München 1950
- Franciscus Assisias: Blümlein vom Heiligen Franziskus, Ebenhausen bei München 1955
- Umberto Morucchio: Der schönste Tag, München 1959
- Benn Wolfe Levy: Der Raub des Gürtels, München 1960
- Christopher Logue: Antigone, München 1961
- Christopher Logue: Der Fall Cob und Leach, München 1961
- Morris L. West: Tochter des Schweigens, München 1962
- Brigid Brophy: Der Einbrecher, München 1967
- Jean Canolle: Die Florentinerin, München 1967

## Filmografie
Vorlage
- 1949: Nach Regen scheint Sonne

Drehbuch
- 1953: Arlette erobert Paris